# Clément Michelin
Clément Jérôme Michelin, född 11 maj 1997, är en fransk fotbollsspelare som spelar för Bordeaux.

## Karriär
Michelin debuterade för Toulouse i Ligue 1 den 20 september 2016 i en 2–1-vinst över Lille, där han blev inbytt i den 61:a minuten mot Issiaga Sylla. Tre dagar senare startade Michelin sin första match mot Paris Saint-Germain, då Toulouse vann med 2–0. Den 6 oktober 2016 skrev han på sitt första proffskontrakt med Toulouse; ett treårskontrakt.
Efter begränsad speltid i Toulouse lånades Michelin i augusti 2018 ut till Ligue 2-klubben Ajaccio på ett säsongslån. Den 11 juni 2019, öppningsdagen för sommarens transferfönster, meddelade Lens att de värvat Michelin på ett treårskontrakt.
I augusti 2021 värvades Michelin av grekiska AEK Aten, där han skrev på ett fyraårskontrakt. Den 1 september 2022 lånades Michelin ut till Ligue 2-klubben Bordeaux på ett säsongslån. I juli 2023 blev han klar för en permanent övergång till Bordeaux och skrev på ett treårskontrakt.

## Landslagskarriär
I juli 2016 blev Michelin uttagen i Frankrikes trupp till U19-EM i Tyskland. Frankrike vann mästerskapet efter att ha besegrat Italien med 4–0 i finalen.
I juli 2021 blev Michelin uttagen i Frankrikes trupp till OS i Tokyo. Han debuterade för OS-laget den 16 juli 2021 i en förberedande match inför OS mot Sydkorea (2–1-vinst). Michelin spelade därefter samtliga tre gruppspelsmatcher i OS, där Frankrike blev utslaget i gruppspelet.

## Meriter
Frankrike U19
- U19-EM: 2016